# Hans von Borsody
Hans Eduard Herbert von Borsody (Vienna, 20 settembre 1929 – Kiel, 4 novembre 2013) è stato un attore austriaco naturalizzato tedesco.

## Biografia
Figlio del regista austriaco Eduard von Borsody e della musicista Maria Hochreiter, si trasferì a Berlino con la famiglia, a seguito del padre, all'età di tre anni, prendendo la cittadinanza tedesca. Durante la seconda guerra mondiale fecero ritorno a Vienna. Qui si diplomò e studiò fotografia, per lavorare poi al Höhere Graphische Bundes-Lehr- und Versuchsanstalt. Tra il 1950 e il 1952 studiò recitazione al Max Reinhardt Seminar, intraprendendo poi la carriera di attore teatrale.
Sin dalla metà degli anni 1950 fu attivo anche al cinema, e successivamente anche in serie televisive e film per la TV, perlopiù in produzioni tedesche.
Sì è sposato per quattro volte: dal 1955 al 1963 con Rosemarie Fendel (da cui ha avuto la figlia Suzanne von Borsody), poi con Alwy Becker (da cui ha avuto Corinna von Borsody), successivamente con Heide Keller ed infine con Karin, unica delle sue mogli a non essere attrice: era una parrucchiera di Kiel.

## Filmografia parziale

### Attore

#### Cinema
- Don Giovanni, regia di Walter Kolm-Veltée (1955)
- I diavoli verdi di Montecassino (Die grünen Teufel von Monte Cassino), regia di Harald Reinl (1958)
- La morte sul trapezio (Rivalen der Manege), regia di Harald Philipp (1958)
- Il mistero dello scorpione verde (Das Rätsel der grünen Spinne), regia di Franz Marischka (1960)
- Il conquistatore di Maracaibo, regia di Eugenio Martín (1961)
- La vendetta dell'uomo invisibile (Der Unsichtbare), regia di Raphael Nussbaum (1963)
- Sette contro la morte (The Cavern), regia di Edgar G. Ulmer (1964)
- Hong Kong: porto franco per una bara (Ein Sarg aus Hongkong), regia di Manfred R. Köhler (1964)
- Per un pugno di diamanti (Die goldene Göttin vom Rio Beni), regia di Franz Eichhorn e Eugenio Martín (1964)
- Buffalo Bill - L'eroe del Far West, regia di Mario Costa (1964)
- Commandos in azione (Einer spielt falsch), regia di Menahem Golan (1965)
- Omicidio per appuntamento, regia di Mino Guerrini (1967)
- Il massacro della foresta nera (Hermann der Cherusker - Die Schlacht im Teutoburger Wald), regia di Ferdinando Baldi e Rudolf Nussgruber (1967)
- Andrée - l'esasperazione del desiderio nell'amore femminile (Andrea - Wie ein Blatt auf nackter Haut), regia di Hans Schott-Schöbinger (1968)
- Formula 1 - Nell'inferno del Grand Prix, regia di Guido Malatesta (1970)
- Le liceali supersexy (Schulmädchen-Report 11. Teil - Probieren geht über Studieren), regia di Ernst Hofbauer (1977)
- Quell'ultimo ponte (A Bridge Too Far), regia di Richard Attenborough (1977)
- Linea di sangue (Bloodline), regia di Terence Young (1979)

#### Televisione
- Soledad, regia di Wilm ten Haaf - Film TV (1957)
- I gialli di Edgar Wallace (The Edgar Wallace Mystery Theatre) – serie TV, episodio 2x09 (1962)
- Cliff Dexter, serie TV, 26 episodi (1966-1968)
- Der Vetter Basilio, regia di Wilhelm Semmelroth - Film TV (1969)
- Merlin, serie TV, 7 episodi (1980)
- Weltuntergang, regia di Imo Moszkowicz
- Soko 5113, serie TV, episodio 4x5
- La casa del guardaboschi (Forsthaus Falkenau), serie TV, episodi 2x1, 2x3 e 2x13 (1991)
- Der Mond scheint auch für Untermieter, serie TV, 5 episodi (1995-1997)
- Sotto il cielo dell'Africa, serie TV, 10 episodi (1999)
- Il nostro amico Charly (Unser Charly), serie TV, episodi 5x12 e 5x13 (2000)
- L'isola del ritorno (Zwischen Liebe und Leidenschaft), regia di Marijan David Vajda - Film TV (2000)